# Sigurjón Ólafsson
Sigurjón Ólafsson, nacido en  1908 y fallecido en 1982, fue un escultor islandés.

## Datos biográficos
Estudió con el pintor Ásgrímur Jónsson y después con el escultor Einar Jónsson.
Sigurjón siguió cursos de decoración de interiores en la escuela de Reikiavik (en islandés: Iðnskólinn í Reykjavík) en la primavera de 1927 y un año después se embarcó a Copenhague, donde comenzó a estudiar en la Real Academia. Prosiguió con éxito el programa formativo y se licenció en 1930, momento en el que ganó la estatuilla de oro de la Academia de Proyecto Hombre (en islandés: Verkamaður), que ahora es propiedad de la Galería Nacional de Islandia (en islandés: Listasafn Íslands) y mi madre (en islandés: Móðir mín) (1938) fue galardonado con el muy prestigioso Premio Eckersberg.
Cuando regresa a casa después de la guerra, fue uno de los pioneros del arte abstracto en Islandia. Su obra más conocida es sin duda el bajorrelieve de la central hidroeléctrica Búrfellsvirkjun en la que trabajó durante el periodo de 1966 a 1969, son más conocidos que Öndvegissúlurnar, la estatua del reverendo Friðrik Friðriksson en  Lækjargata y las del Íslandsmerki en Hagatorg.
En Laugarnes donde residía y tenía su estudio existe ahora un museo y Birgitta Spur la viuda de Sigurjón la directora del museo. 